# ماهر سليم
ماهر سليم (1949 - 2 سبتمبر 2021) هو ممثل مصري.

## حياته ونشأته
تخرج من قسم التمثيل والإخراج بالمعهد العالي للفنون المسرحية في عام 1984، وكان مديرًا للمهرجان القومي للمسرح، كما شارك أيضًا في العديد من الأعمال السينمائية والتليفزيونية واشتهر بأداءه الصوتي لشخصية زيكا في مسلسل الأطفال الشهير بوجي وطمطم، وتوفّي ماهر سليم في 2 سبتمبر 2021.

## مسيرته
عمل بوزارة الثقافة المصرية وحصل على دبلوم الدراسات العليا من أكاديمية الفنون المصرية في تسعينيات القرن العشرين. تقلد ماهر سليم عددًا من المناصب بالوزارة فشغل منصب نائب مدير مسرح الطليعة في عام 2010، ثُم عُين مديرًا لمسرح الطليعة في عام 2012، ثُم عُيّن رئيسًا للبيت الفنّي للمسرح في عام 2013، ثُم مستشارًا لرئيس قطاع الإنتاج الثقافي في عام 2014، ثُم أختير مديرًا للمهرجان القومي للمسرح بالقاهرة في مارس 2013، كما كان عضوا بلجنة المسرح، وعضوا باللجنة العليا للمهرجانات الدولية والمحلية بالمجلس الأعلى للثقافة.
بدأ ماهر سليم بالتمثيل على المسرح إلى جانب عمله الإداري بوزارة الثقافة المصرية، وشارك في عروض مسرحية على خشبة مسرح الطليعة، وهناك تعرف إلى المخرج يوسف شاهين وعرض عليه التمثيل في فيلمه «المهاجر»، وتوالت أدواره بعد ذلك فشارك في أعمال فنية عديدة في السينما والدراما التليفزيونية كان من أبرزها أفلام «المصير» و«هي فوضى» مع يوسف شاهين أيضًا، غير أنه اشتهر بأدائه الصوتي لشخصية «زيكا» في مسلسل العرائس المتحركة الشهير بوجي وطمطم.

## أعماله

### الأفلام
- المحكمة: صدر في عام2021.
- وقفة رجالة: صدر في عام 2021، وقام فيه بدور شقيق عبير.
- حظر تجول: صدر في عام 2020، وقام فيه بدور فريد.
- جريمة الإيموبيليا: صدر في عام 2018.
- خلاويص: صدر في عام 2018، وقام فيه بدور القاضي.
- الكنز: صدر في عام 2017.
- عزازيل ابن الشيطان: صدر في عام 2014.
- وبعد الطوفان: صدر في عام 2012، وقام فيه بدور الدكتور مراد.
- 18 يوم: صدر في عام 2011.
- الشوق: صدر في عام 2011، وقام فيه بدور عوض الكفيف.
- الفاجومي: صدر في عام 2011.
- عزازيل: صدر في عام 2011.
- كف القمر: صدر في عام 2011، وقام فيه بدور همام.

### المسلسلات
- الحرير المخملي: صدر في عام 2021.
- إلا أنا: صدر في عام 2020.
- بخط الإيد: صدر في عام 2020، وقام فيه بدور مدير النادي.
- رجالة البيت: صدر في عام 2020.
- فرصة تانية: صدر في عام 2020، وقام فيه بدور سليمان.
- لما كنا صغيرين: صدر في عام 2020، وقام فيه بدور جلال والد نهى.
- الآنسة فرح (Miss Farah) (الموسم 1) مقتبس من (Jane the Virgin): صدر في عام 2019، وقام فيه بدور الدكتور أيمن. - ضيف شرف.
- بركة: صدر في عام 2019، وقام فيه بدور لملوم.
- دفعة القاهرة: صدر في عام 2019، وقام فيه بدور منير.
- قابيل: صدر في عام 2019، وقام فيه بدور التربي.
- كارمن: صدر في عام 2019، وقام فيه بدور حكيم.
- لآخر نفس: صدر في عام 2019.
- لمس أكتاف: صدر في عام 2019، وقام فيه بدور صاحب الأوبر.
- عوالم خفية: صدر في عام 2018، وقام فيه بدور كمال أسعد.
- ممنوع الاقتراب أو التصوير: صدر في عام 2018، وقام فيه بدور حمدي.
- أبو العروسة: صدر في عام 2017.
- البارون: صدر في عام 2017، وقام فيه بدور منصور.
- الجماعة 2: صدر في عام 2017، وقام فيه بدور الدماطي.
- بين عالمين: صدر في عام 2017، وقام فيه بدور قاضي المحكمة.
- طاقة نور: صدر في عام 2017، وقام فيه بدور جمال والد نانسي.
- ظل الرئيس: صدر في عام 2017، وقام فيه بدور المهندس ماهر.
- كفر دلهاب: صدر في عام 2017، وقام فيه بدور عم صبحي المزين.
- هربانة منها: صدر في عام 2017.
- القيصر: صدر في عام 2016.
- سقوط حر: صدر في عام 2016، وقام فيه بدور عبد السلام والد رؤى.
- شهادة ميلاد: صدر في عام 2016، وقام فيه بدور جمال بيه.
- البيوت أسرار: صدر في عام 2015.
- حارة اليهود: صدر في عام 2015، وقام فيه بدور خليل الطرشجي.
- مريم: صدر في عام 2015.
- إمبراطورية مين: صدر في عام 2014.
- تفاحة آدم: صدر في عام 2014، وقام فيه بدور وكيل النيابة.
- أهل الهوى: صدر في عام 2013، وقام فيه بدور مرسي أفندي.
- بدون ذكر أسماء: صدر في عام 2013، وقام فيه بدور مدحت الحسيني.
- بنت اسمها ذات: صدر في عام 2013، وقام فيه بدور فهمي.
- على كف عفريت: صدر في عام 2013.
- فرح ليلى: صدر في عام 2013.
- موجة حارة: صدر في عام 2013.
- ونيس والعباد وأحوال البلاد: صدر في عام 2013، وقام فيه بدور هلال.
- الهروب: صدر في عام 2012، وقام فيه بدور العقيد عطا مأمور مركز رشيد.
- رقم مجهول: صدر في عام 2012.
- زي الورد: صدر في عام 2012، وقام فيه بدور زكي.
- فرقة ناجي عطا الله: صدر في عام 2012، وقام فيه بدور فرج.
- دوران شبرا: صدر في عام 2011.
- نونة المأذونة: صدر في عام 2011، وقام فيه بدور الشاعر شهاب.
- الجماعة (الجزء الأول): صدر في عام 2010.

### المسرحيات
- علاء الدين: عُرضت في عام 2019.
- العيال تكسب: عُرضت في عام 2016.

## وفاته
توفي ماهر سليم في 2 سبتمبر 2021 بمستشفى دار السلام بعد صراع مع المرض.

## روابط خارجية
- ماهر سليم على موقع IMDb (الإنجليزية)
- ماهر سليم على موقع الدهليز
- ماهر سليم على موقع قاعدة بيانات الأفلام العربية